# Fred Holland Day

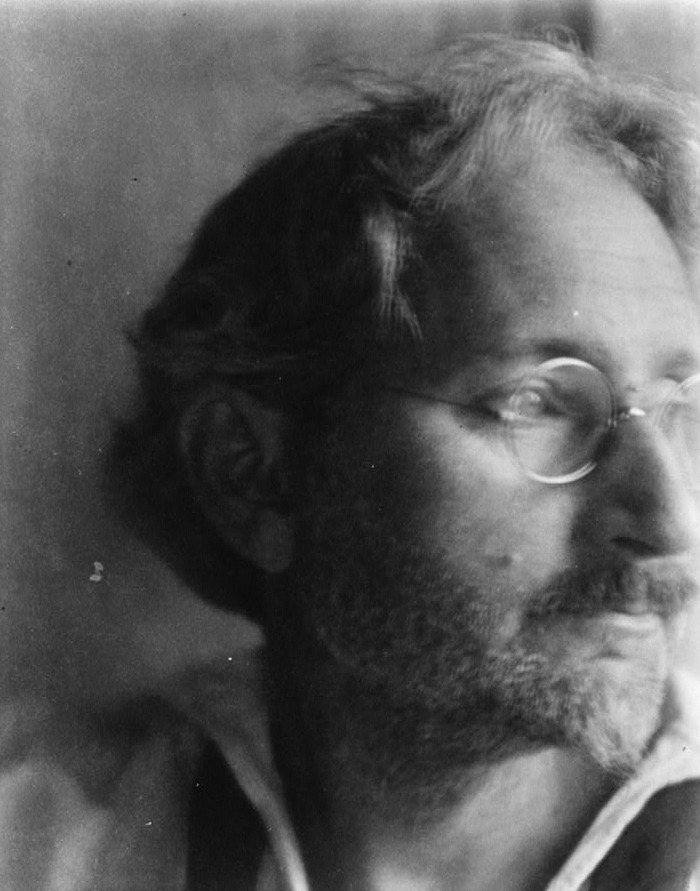
F. Holland Day, 1911, Fotograf unbekannt

Fred Holland Day (* 8. Juli 1864 in South Dedham, heute Norwood, Massachusetts; † 12. November 1933 ebenda) war ein amerikanischer Fotograf, Verleger und Philanthrop. Day, Mitglied der Fotografenvereinigung Brotherhood of the Linked Ring, gilt heute als bedeutender Vordenker der künstlerischen Fotografie; er forderte als einer der ersten Fotografen die Zugehörigkeit der Fotografie zu den „Schönen Künsten“. Mit seinen pathetischen und symbolistischen Inszenierungen wird er dem Piktorialismus zugerechnet.

## Leben
Day war der einzige Sohn einer wohlhabenden Händlerfamilie aus Boston, was ihm zeitlebens finanzielle Unabhängigkeit verlieh. Der Vater Lewis Day war ein Lederhändler und Unternehmer, die Mutter Anna Smith Day war eine Philanthropin, die sich karitativen Dingen widmete. Fred Holland Day wurde von dieser sozialen Ader seiner Mutter stark geprägt. Auf den übernommenen materiellen und verinnerlichten seelischen Grundlagen aufbauend, versuchte er diese praktisch in sein Leben zu integrieren und vor allem nach 1900 auf seine nächste und weitere Umgebung anzuwenden. Lebenslange Passionen von Fred Holland Day waren darüber hinaus die Kunst, Fotografie und Literatur. Bereits mit Anfang zwanzig hatte er eine umfangreiche Privatbibliothek mit Werken des englischen Romantikers John Keats und des französischen Schriftstellers Honoré de Balzac zusammengetragen.
Day stand in der Tradition des Ästhetizismus und befasste sich mit den Werken von Walter Pater oder Algernon Swinburne. Inspiriert vom Arts and Crafts Movement gründete er mit Herbert Copeland 1884 den Verlag Copeland and Day, der sich nach dem Vorbild von William Morris’ Kelmscott Press auf prächtig aufgemachte, handgebundene Einzelausgaben englischer Literatur mit Werken von u. a. Dante Gabriel Rossetti oder Oscar Wilde, einem Freund von Day, spezialisierte. Copeland and Day veröffentlichten u. a. die amerikanische Erstausgabe von Wildes Salome mit den signifikanten Illustrationen von Aubrey Beardsley, die Kunst- und Literaturzeitschrift The Chap-Book, eine Adaption des britischen Yellow Book, eines Sprachrohrs der Dekadenz, und den Gedichtband The Black Riders and Other Lines von Stephen Crane. Trotz der Veröffentlichung von etwa einhundert Büchern und Periodika war das Unternehmen wirtschaftlich nicht sehr erfolgreich. Der Verlag existierte bis 1899.
Um 1886 begann Day zu fotografieren. Er setzte sich zudem schriftstellerisch mit der Verbindung von Fotografie und Malerei auseinander und forderte als einer der ersten Fotografen in zahlreichen Ausstellungen und Symposien die Anerkennung und Zugehörigkeit der Fotografie zur Bildenden Kunst. Days eigenes Werk wurde hinsichtlich seiner homoerotischen Sujets – zumeist nackte männliche Akte – zu seinen Lebzeiten sehr kontrovers aufgenommen.

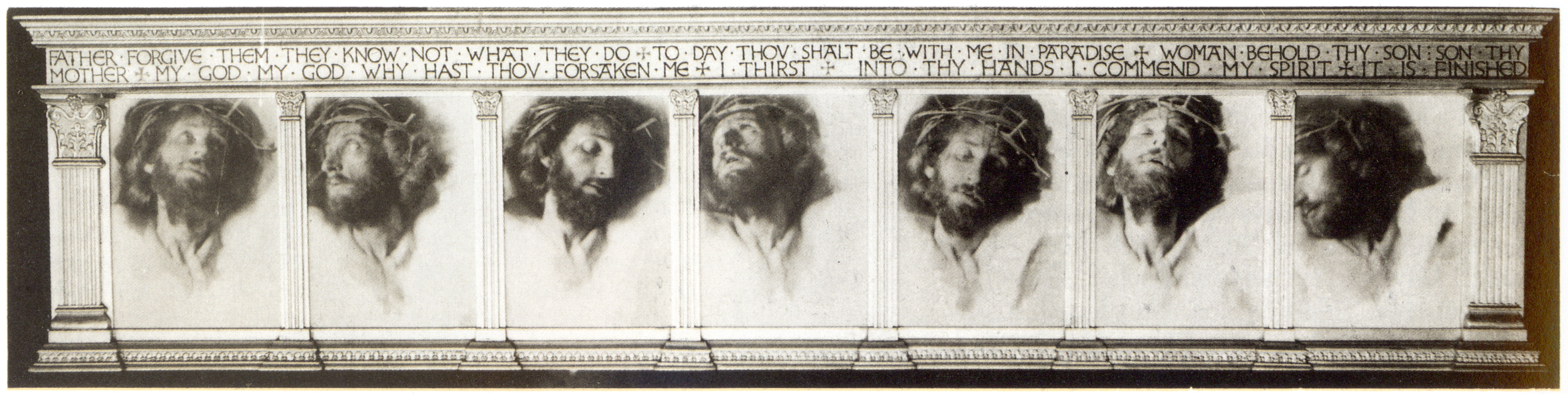
Fred Holland Day: The Last Seven Words of Christ, Selbstporträts als Christus mit Dornenkrone, 1898

Obwohl er selbst keiner bestimmten Glaubensrichtung angehörte, befasste sich Day von 1896 bis 1898 mit christlichen Themen. Ein Besuch in Oberammergau 1890 inspirierte ihn zu einer Passions-Serie. Dabei verursachte er im Sommer 1898 einen Aufruhr, weil er für eine Fotoserie eine Kreuzigungsszene auf einem Hügel nachstellte. Seine Nachbarn aus seinem Wohnort Norwood assistierten ihm – teilweise als römische Legionäre verkleidet – dabei. Er selbst übernahm die Rolle des Jesus Christus. Die Serie mit dem Titel The Last Seven Words of Christ sollten Jesu letzte sieben Worte darstellen. Day produzierte um die zweihundert Fotografien mit Kreuzigungs-Motiven. Als The Last Seven Words im Salon von Philadelphia vorgestellt wurde, gab es heftige Kritiken. Ein weiteres Thema von Day war die Reisefotografie. So zeigt ihn ein Porträt, das sein entfernter jüngerer Cousin Alvin Langdon Coburn von ihm aufnahm, in arabischen Gewändern (Portrait of F. Holland Day in Arab Costume, um 1900).
Für seine Arbeiten verwendete Day ausschließlich den Platindruck (Platinotypie), weil er sämtliche anderen Druckverfahren als unzureichend empfand, wobei er pro Negativ meistens nur einen einzigen Abzug herstellte. Als Platin während des Ersten Weltkrieges unerschwinglich wurde, stellte Day die Fotografie komplett ein.

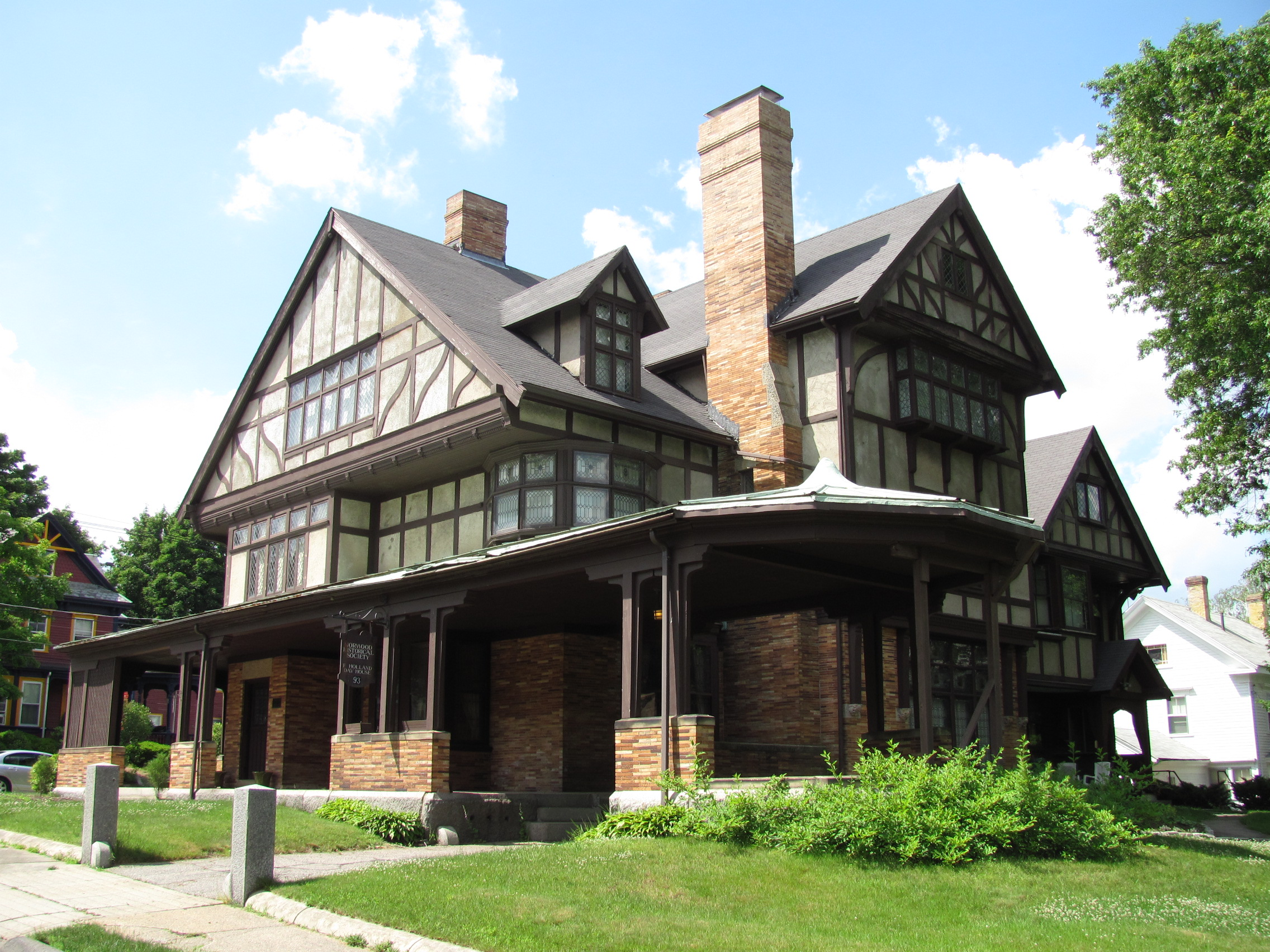
The Day House in Norwood

Day verbrachte viel Zeit mit bedürftigen Immigranten-Kindern in Boston. Er betreute und unterrichtete sie im Lesen. Einer seiner Zöglinge war der aus dem Libanon stammende Khalil Gibran, der später als Maler und Schriftsteller und Autor des Weisheitsbuchs Der Prophet bekannt wurde. Zu F. Holland Days engerem Freundeskreis gehörten neben Aubrey Beardsley, dessen Förderer er war, die Dichterin Louise Imogen Guiney und der Architekt Ralph Adams Cram.
Day unterhielt bis 1916 ein Fotostudio in Boston. In späteren Jahren wurde er bettlägerig. Er starb 1933 in seinem Elternhaus in Norwood, das heute als The Day House öffentlich zugänglich ist.

## Werk

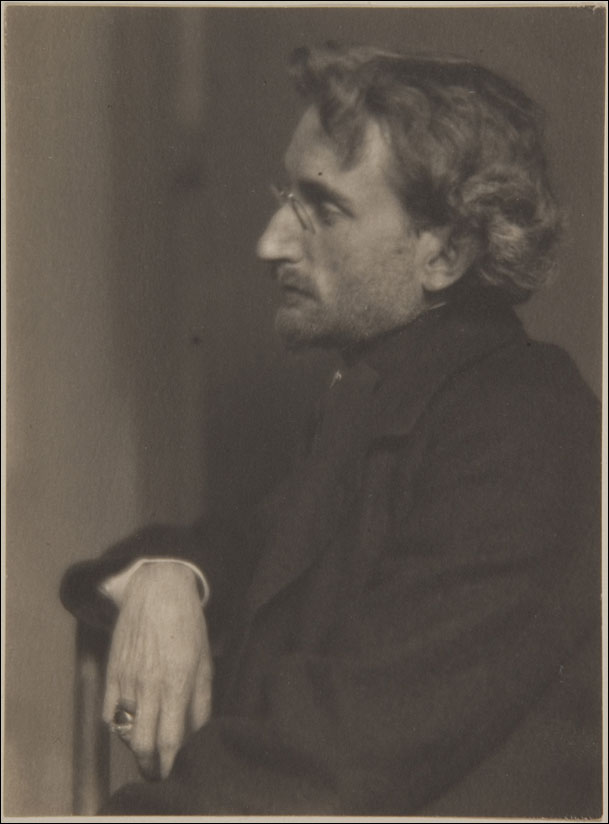
Reginald W. Craigie: Fred Holland Day, um 1900

Trotz mancher Kritik genoss Fred Holland Day in Boston und in den amerikanischen Fotografenkreisen hohe Anerkennung. Als Höhepunkt seiner fotografischen Karriere gilt die Organisation der Ausstellung New School of American Photography bei der Royal Photographic Society in London 1900. Er zeigte 375 Fotografien von 42 Fotografen, darunter 103 eigene Werke. Mit Ausnahme von Alfred Stieglitz, der sich weigerte teilzunehmen, waren sämtliche namhaften Kunstfotografen vertreten: Frank Eugene, Gertrude Käsebier, Edward Steichen, Clarence Hudson White und als Neuling Alvin Langdon Coburn, der außerdem bei der Hängung der Werke behilflich war. Die Ausstellung fand große Beachtung, wurde teilweise hoch gelobt und doch von manchen Kritikern verrissen. Die Photographic News sah die Ausstellung als „Auswüchse einer krankhaften Phantasie, die sich nährt aus den Rasereien einiger Irrer. … Es sind dies bloß Versuche, um jeden Preis unakademisch, unkonventionell und exzentrisch zu sein“. Die Schau wurde anschließend im Pariser Photo-Club gezeigt.
Im 20. Jahrhundert geriet F. Holland Day weitgehend in Vergessenheit; zum einen wurde er von seinem Rivalen Alfred Stieglitz verdrängt (Einladungen zur Mitgliedschaft in dessen Photo-Secession hatte Day seinerzeit ausgeschlagen), die piktorialistische Fotografie galt bald als unmodern und homosexuelle Themen wurden mit Einzug der Moderne von der Kunstwelt weitgehend ausgeschlossen; zum anderen vernichtete ein Brand 1904 den Großteil von Days Drucken und Negativen. Das wenige erhaltene Material wurde nach seinem Tod in den 1930er Jahren der Royal Photographic Society überlassen.
Days Fotografien erlebten erst in der Gegenwart eine angemessene Rezeption und werden seit den 1990er Jahren verstärkt im musealen Kontext gezeigt und in akademischen Texten behandelt. So zeigte das Museum of Fine Arts in Boston 2000/2001 eine umfangreiche Retrospektive seiner Arbeiten.

## Galerie

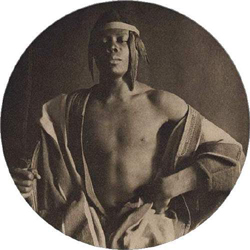
Der Krieger Tannyhill als König, 1897
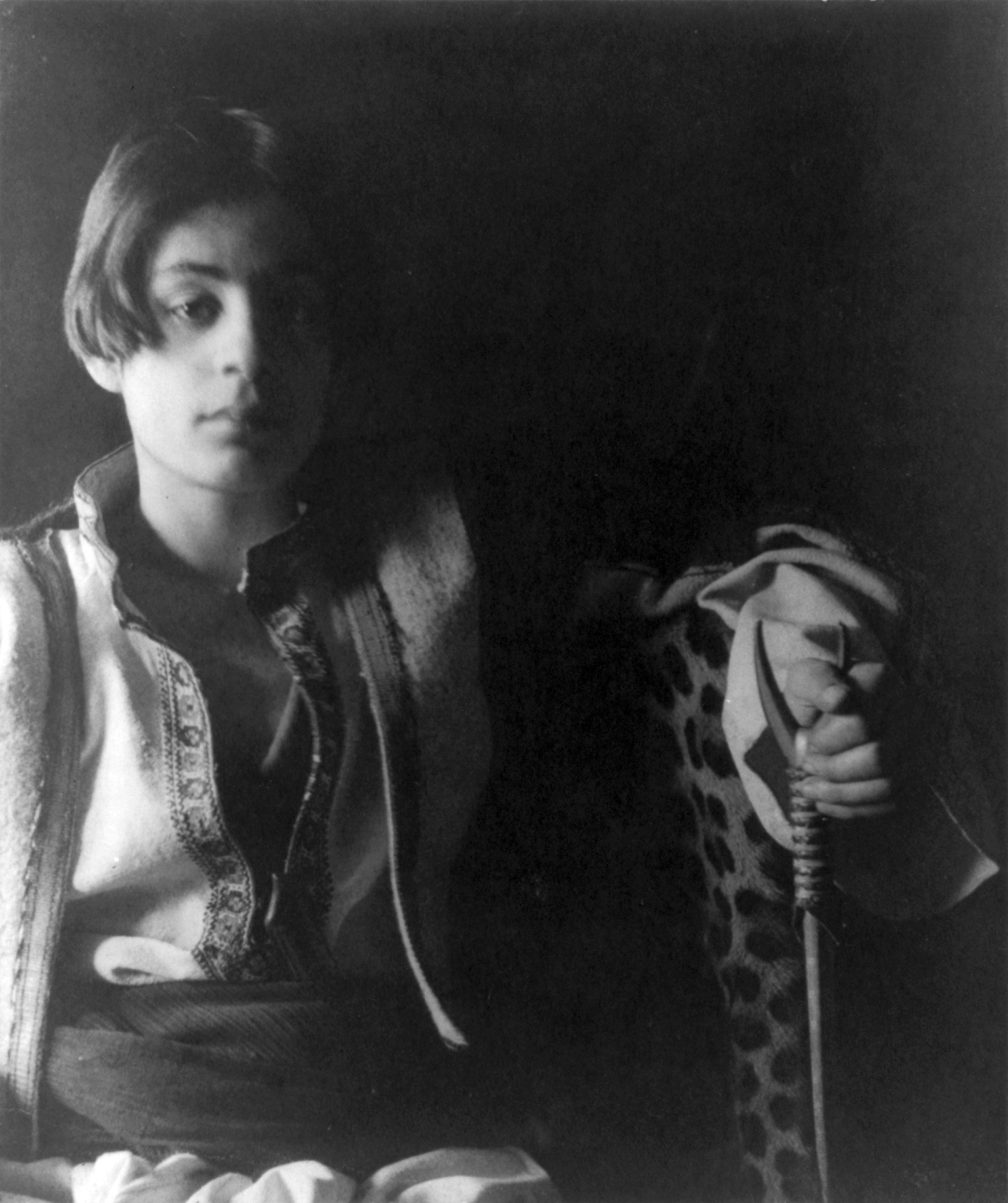
Der junge Khalil Gibran, um 1898
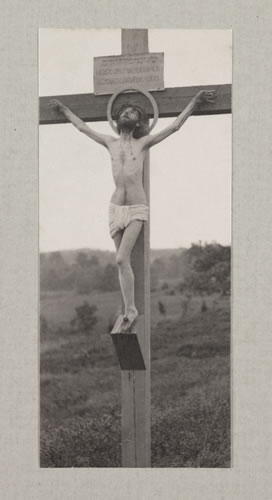
Kreuzigung, Selbstporträt des Fotografen, 1898
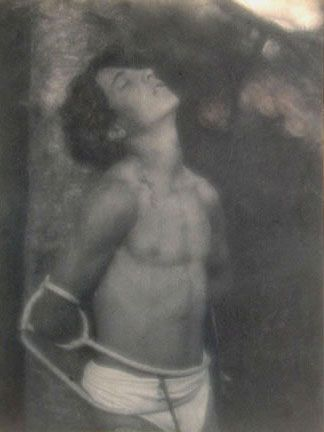
St. Sebastian, um 1906
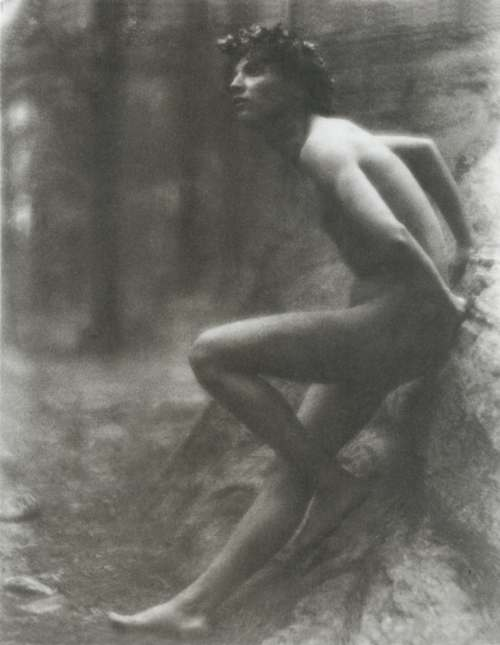
Youth Sitting on a Stone (Nicola Giancola), 1907
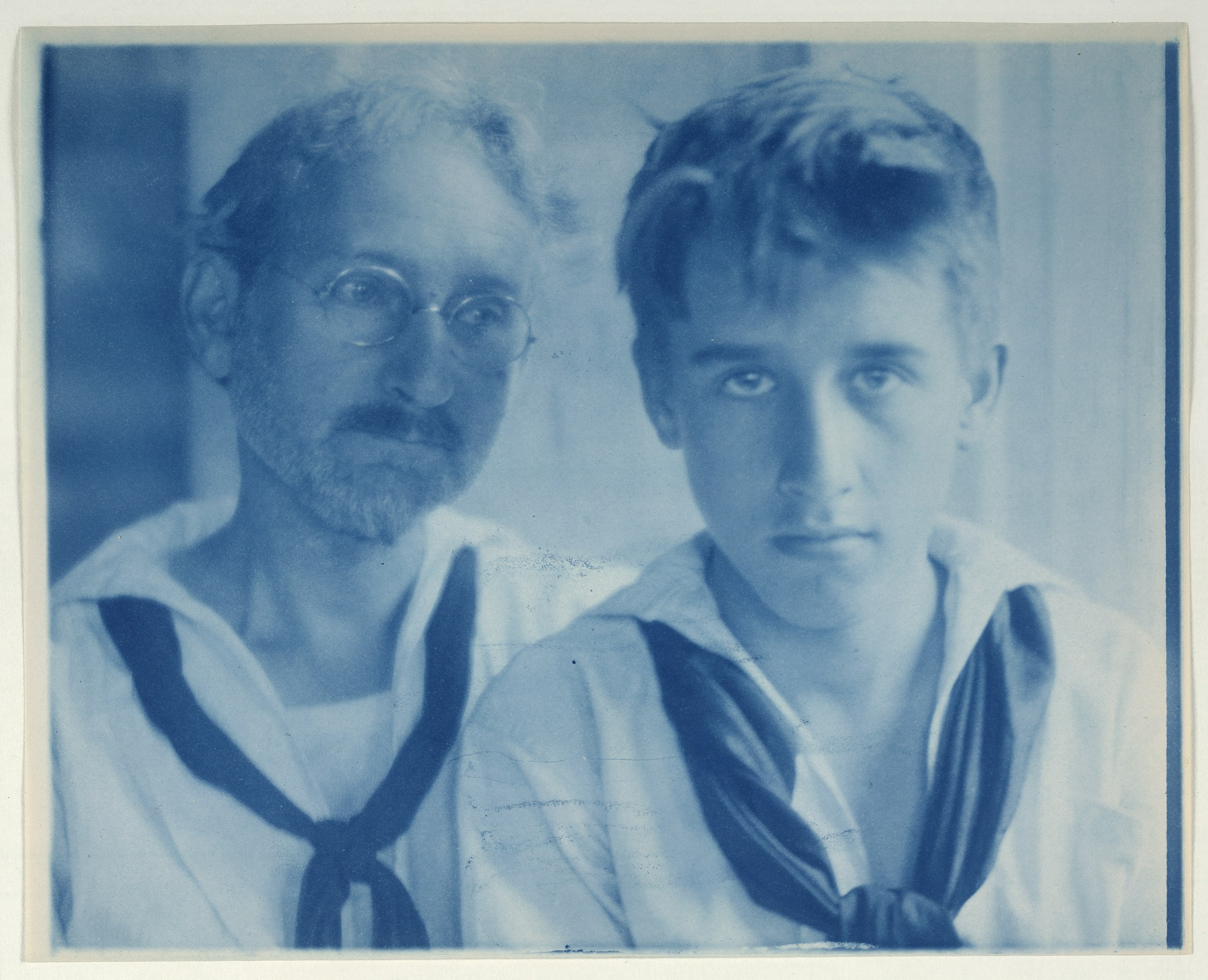
Day and Maynard White in sailor suits, 1911